# Bernhard Ahrens
Bernhard Ahrens (* 21. Dezember 1905 in Lehe; † 5. Juni 1978) war ein deutscher Politiker der SPD.

## Leben und Beruf
Ahrens kam 1913 als achtjähriger Junge nach Hamburg. Nach der Volksschule ließ er sich zum Haus- und Schiffszimmerer ausbilden. Nach wenigen Jahren im erlernten Beruf war er bis 1933 in der Hamburger Jugendbewegung tätig und vor 1933 Lagerleiter im Freiwilligen Arbeitsdienst. Nach der nationalsozialistischen Machtergreifung wurde er aus politischen Gründen entlassen und arbeitete wieder als Zimmerpolier. Danker und Lehmann-Himmel charakterisieren ihn in ihrer Studie über das Verhalten und die Einstellungen der Schleswig-Holsteinischen Landtagsabgeordneten und Regierungsmitglieder der Nachkriegszeit in der NS-Zeit als „angepasst ambivalent“.
Ahrens war Mitglied der SPD. Nach dem Zweiten Weltkrieg wurde er als Parteisekretär von der SPD beschäftigt.
Ahrens war konfessionslos, verheiratet und hatte zwei Kinder.

## Abgeordneter
Ahrens war seit 1946 Gemeinderat in Reinbek.
Dem Schleswig-Holsteinischen Landtag gehörte Ahrens von 1947 bis 1950 an. Er vertrat den Wahlkreis Pinneberg-Süd im Parlament. Ahrens war im Landtag Vorsitzender des Ausschusses für Aufbau. Er nahm als Vertreter des Schleswig-Holsteinischen Landtages am 12. September 1949 an der ersten Bundesversammlung teil, die Theodor Heuss zum Bundespräsidenten wählte.

## Öffentliche Ämter
Vom 19. Juni 1947 bis zum 31. Mai 1950 war Ahrens Parlamentarischer Vertreter des Ministers für Umsiedlung und Aufbau in Schleswig-Holstein.